# Cantonul Pleaux
Cantonul Pleaux este un canton din arondismentul Mauriac, departamentul Cantal, regiunea Auvergne, Franța.

## Comune
| Comune                | Populație (1999) | Cod poștal | Cod INSEE |
| --------------------- | ---------------- | ---------- | --------- |
| Ally                  | 700              | 15700      | 15003     |
| Barriac-les-Bosquets  | 187              | 15700      | 15018     |
| Brageac               | 67               | 15700      | 15024     |
| Chaussenac            | 232              | 15700      | 15046     |
| Escorailles           | 78               | 15700      | 15064     |
| Pleaux                | 1 823            | 15700      | 15153     |
| Sainte-Eulalie        | 219              | 15140      | 15186     |
| Saint-Martin-Cantalès | 185              | 15140      | 15200     |